# Gerhard Urain
Gerhard Urain (Rottenmann, 30 agosto 1972) è un ex fondista austriaco.

## Biografia

### Carriera sciistica
In Coppa del Mondo debuttò il 12 dicembre 1992 a Ramsau am Dachstein (77°) e ottenne l'unico podio il 9 dicembre 2000 a Santa Caterina Valfurva (2°).
In carriera prese parte a due edizioni dei Giochi olimpici invernali, Nagano 1998 (14° nella 10 km, 43° nella 30 km, non conclude la 50 km, 16° nell'inseguimento) e Salt Lake City 2002 (41° nella 15 km, 23° nella 30 km, 4° nella staffetta), e a quattro dei Campionati mondiali (5° nella staffetta a Thunder Bay 1995 e a Lahti 2001 i migliori risultati).

### Altre attività
Ritiratosi nel 2005, entrò a far parte dei quadri tecnici della nazionale austriaca. In tale veste fu coinvolto nello scandalo doping che travolse la squadra in occasione dei XX Giochi olimpici invernali di Torino 2006, quando i carabinieri rinvennero una grande quantità di sostanze e attrezzature illecite nelle stanze degli austriaci al villaggio olimpico. Urain fu squalificato a vita dal Comitato Olimpico Austriaco assieme a tredici colleghi. In seguito assunse incarichi dirigenziali presso la Fischer, importante azienda austriaca produttrice di attrezzatura sportiva invernale.

## Palmarès

### Coppa del Mondo
- Miglior piazzamento in classifica generale: 30º nel 2001
- 1 podio (a squadre[3]):
  - 1 terzo posto

### Campionati austriaci
- 17 medaglie[4]:
  - 6 ori (50 km nel 1998; 30 km nel 1999; 30 km nel 2000; 30 km nel 2002; 15 km nel 2003; 30 km nel 2005)
  - 4 argenti (30 km, inseguimento nel 1995; 30 km nel 1998; 10 km nel 2001)
  - 7 bronzi (30 km nel 1993; 50 km nel 1994; 10 km nel 1995; 50 km nel 1996; 30 km skiroll nel 2004; 15 km, sprint nel 2005)